# ジーピーエー
株式会社ジーピーエー（英語名称：Global Photo Associates, Inc.またはGPA）は、東京本社を筆頭に、ロサンゼルス、パリ、バンコク、福岡にもオフィスを構え、テレビ番組、教育ビデオ、PR映画、コマーシャル、他各種のコマーシャルのビデオパッケージなどの企画、リサーチ、制作、撮影を行っているテレビ制作／撮影技術プロダクション会社である。
1967年4月東京本社設立。
1983年ロサンゼルス支社、現地法人設立。

## 所在地
- ジーピーエー東京
東京都港区麻布十番1丁目11番3号　東亞ビル4F
- ジーピーエーロサンゼルス
22809 Lockness Avenue, Torrance, CA 90501 U.S.A.
- ジーピーエーパリ
38, bis Boulevard Beaumarchais 75011 Paris FRANCE
- ジーピーエーバンコク
K Building 2nd Floor, 22 Sukhumvit Soi 35 Bangkok THAILAND
- ジーピーエー福岡
福岡県福岡市博多区博多駅前4-36-32 NSハカタビル 7階

## 沿革
- 1967年 - 有限会社ジーピーエーが東京都港区西麻布に設立される。民放テレビ局の外部技術プロダクションとして、フィルムでの撮影を主に活動を始める。
- 1971年 - 組織変更をし、会社名を株式会社ジーピーエーに変更。同時に、撮影携帯をフィルム撮影からビデオ取材へ移行。
- 1983年 - 株式会社ジーピーエー初の海外支社となる現地法人、GPA USA(Los Angeles)を設立。ロサンゼルスオリンピック、ロス疑惑、に続き「なるほどザワールド」など、海外ロケの増加やニーズに答え、現地拠点を築く。
- 1989年 - 海外支社GPA Parisをヨーロッパでの現地拠点として設置。
- 1997年 - 海外支社GPA Bangkokを設置。
- 2002年 - 海外支社GPA Baliを設置。
- 2005年 - 東京本社を東京都港区海岸3-18-1ピアシティ芝浦ビル9Fに移転。同時に新事業として手術撮影用架台「MDクレーン」の販売を開始。
- 2006年 - 新事業としてインターネット動画コンテンツの制作業務を開始。
- 2007年 - 手術撮影用架台「MDアーム」と電動雲台「エアスケイプ」発売を開始する。
- 2008年 - メディカル事業移管のため、エアロスケイプ社を設立する。
- 2009年 - 東京本社を東京都港区麻布十番1丁目11番3号東亞ビル4Fに移転。
- 2019年 - 技術部にドローン空撮を新規に設立する。

## 業務内容
- ジーピーエーは、日本国内外でテレビ番組の撮影を中心に、映像制作と撮影を行う。
- 映像技術会社、撮影技術会社、ドローン空撮、ライブ配信を行う。
- テレビ番組だけでなく、ニュース、ドキュメンタリー、コマーシャル、VP、プロモーション映画、教育ビデオなどの撮影と制作にも携わる。
- 海外支局では、技術スタッフに加え、バイリンガルのコーディネーターが事前リサーチやセットアップ等を行う。
- ジーピーエーロサンゼルスでは、撮影、リサーチだけではなく、イベントプロモーション、キャスティング／タレント・ブッキング、映像使用許諾作業、編集などの業務もこなす。北アメリカに限らず、南アメリカ、カナダ、中南米、カリブ海の無人島までの撮影を行う。

## 主な実績

### NHK
- ウイークエンドスペシャル
- 世界潮流
- 体感!世界の祭り
- ブータン・タイ・ポルトガル
- アジア情報交差点
- 地球の街角
- NHKスペシャル
- アジアWHO'S WHO
- 世界・我が心の旅
- 時の旅人
- ターシャトゥーダの世界
- 中村鴈治郎
- オールスター特番

### 日本テレビ系
- どっちの料理ショー（読売テレビ）
- ザ!世界仰天ニュース
- 進ぬ!電波少年
- ウルトラショップ
- 億万長者スペシャル
- 特命リサーチ200X
- ザ!鉄腕!DASH!!
- 世界酔夢紀行
- 超アジア流
- 伊東家の食卓
- 島田不動産
- キャイ〜ン旅行社
- ズームイン・アジア
- アジアのミカタ
- 笑点スペシャル
- 世界の橋
- BORN
- 密着!美川憲一inタイランド
- 1億人の大質問!?笑ってコラえて!
- 謎を解け!まさかのミステリー
- エンゼルの星
- 真相報道 バンキシャ!
- 命のちから

その他多数

### TBS系
- 地球感動配達人 走れ!ポストマン（毎日放送）
- 情熱大陸（毎日放送）
- グッドラック
- 世界バリバリ★バリュー（毎日放送）
- ZONE
- 坂田ゴルフ塾
- 世界ウルルン滞在記（毎日放送）
- 格闘王
- サンデーモーニング
- どうぶつ奇想天外!
- コロンブスのゆで卵
- ゴールドパスポート
- 神々の詩
- 世界のデート
- COUNT DOWN TV & POP FILE
- 日立 世界・ふしぎ発見!
- 王様のブランチ
- K-1スペシャル

その他多数

### フジテレビ系
- めざましテレビ
- Dのゲキジョー
- スーパーニュース
- 晴れたらイイねッ!Let'sコミミ隊
- トリビアの泉 〜素晴らしきムダ知識〜
- 世界ゴリッパですね!!
- 奇跡体験!アンビリバボー
- 情報ライブ EZ!TV（関西テレビ共同制作）
- おはよう!ナイスデイ
- スーパーナイト（関西テレビ共同制作）
- メトロポリタンジャーニー
- あつあつボンジュール
- いいものセレクション

その他　報道/スポーツ取材

### テレビ朝日系
- スーパーモーニング
- SmaSTATION!!
- サンデープロジェクト（朝日放送共同制作）
- 報道ステーション
- スーパーJチャンネル
- 素敵な宇宙船地球号
- 全国童謡歌唱コンクール
- たけし・所のWA風が来た!（朝日放送）
- ニュースステーション
- 世界の国立公園
- ザ・ゴールデンタイム
- 奇跡の扉 TVのチカラ

その他多数

### テレビ東京系
- 月曜エンタぁテイメント
- オープニングベル
- 爆笑問題の開け!記憶の扉
- 徳光和夫の情報スピリッツ
- 解決!クスリになるテレビ
- 日曜ビッグバラエティ
- 進化のプリズム
- クイズ赤恥青恥
- 河相我聞のタイ感動紀行
- 大丈夫?我が家の財産
- 日経スペシャル ガイアの夜明け
- ペット大集合!ポチたま
- 地球共生
- 輝く命

その他多数

### 企業映像/その他
- テレビCM
  - ユニバーサルミュージック
  - ホリプロ
  - ファーストクレジット
  - キグレサーカス
  - オートバックス
  - 東横イン
- 企業VP
  - 国土交通省
  - 総務省
  - オカムラ
  - 三洋物産
  - NTTコミュニケーションズ　
  - やまと
  - TAKA Q
  - ケイ・オール
  - MAZDA
  - SUBARU
  - AMD Japan
  - キリンビバレッジ
  - サッポロ
  - ネットワンシステムズ
  - 日本ハム
  - のばいちば
- 海外VP

他多数
- イベント映像
  - CHANEL
  - クールビズ
  - MAZDA
  - TOYO TIRES
  - キングレコード
  - ViVi
  - 東京電力
  - 大王製紙エリエール
  - 読売情報開発
  - 共立製薬
  - NIKE
  - YONEX
  - NEC N706i
  - PUMA
- その他の映像
  - ミュージックライブ
  - CMメイキング
  - イベントマルチカメラ中継
  - ドラマメイキング
  - Web映像
  - HDライブラリー 映像